# Dança esportiva

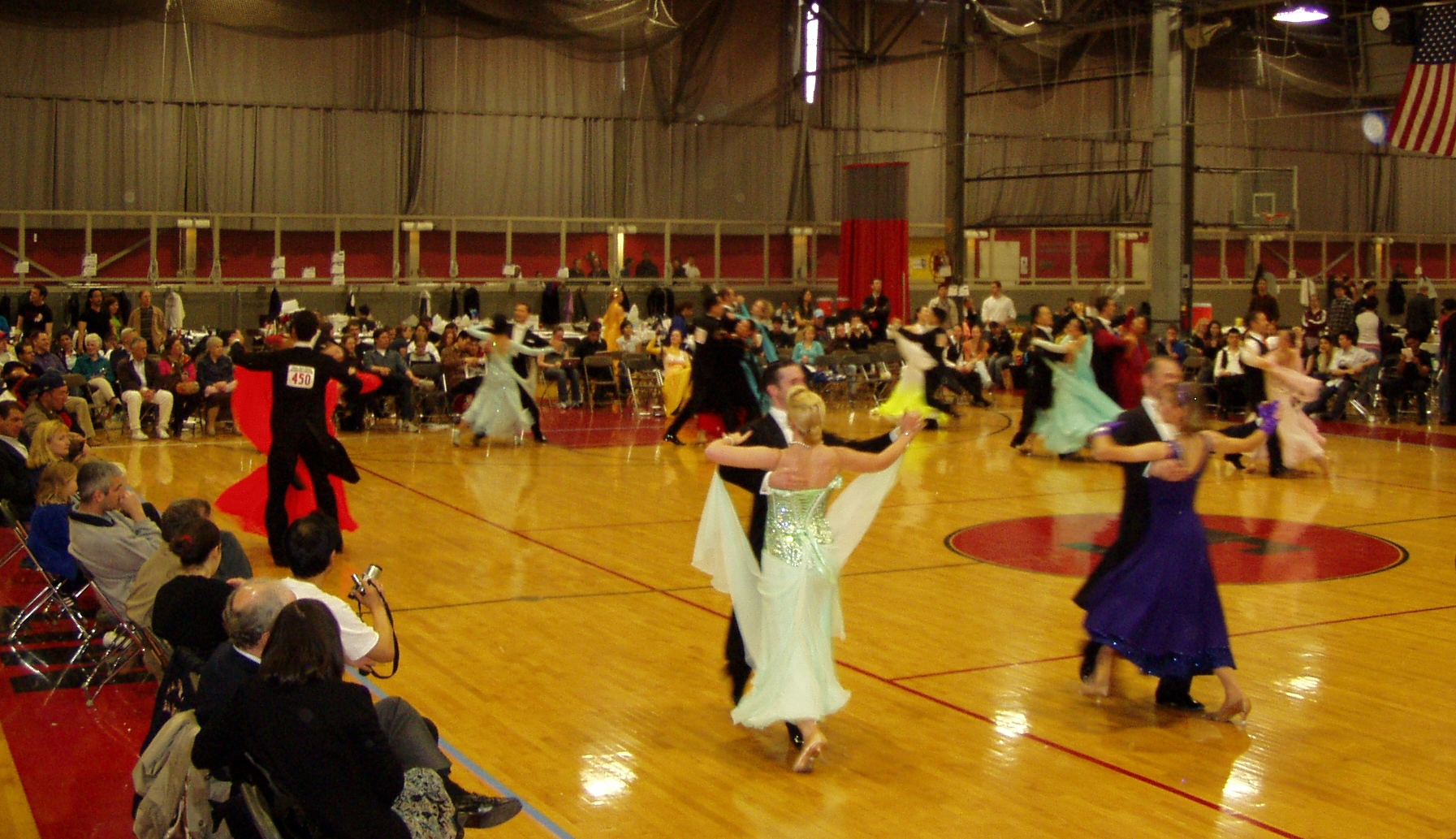
Competição de dança esportiva no MIT.

A dança esportiva é uma modalidade competitiva da dança de salão. Três entidades regem o esporte no mundo: a International Dance Sport Federation (IDSF), o  World Dance Council (WDC) e o International Professional Dance Sport Council (IPDSC). É um esporte reconhecido pelo Comitê Olímpico Internacional O esporte é disputado, entretanto, nos Jogos Mundiais. Os eventos disputados são o Clássico, o Rock and Roll e a Dança Latina.

## Entidades
"International Dance Sport Federation" (IDSF) em portugues "Federação Internacional de Dança Esportiva"; "World Dance Council" (WDC) em portugues "Conselho Mundial de Dança"; "International Professional Dance Sport Council" (IPDSC) em português "Conselho Internacional de Dança Esportiva". Profissional.